# Luko Paljetak
Luko Paljetak, hrvaški jezikoslovec, pedagog in akademik, * 19. avgust 1943, Dubrovnik, † 12. maj 2024.
Paljetak je bil predavatelj na Filozofski fakulteti v Zadru in član Hrvaške akademije znanosti in umetnosti.
Njegova žena je bila Slovenka Anamarija Kobal, por. Paljetak (1937-2019), prevajalka, urednica in lektorica.